# Tổng giám mục

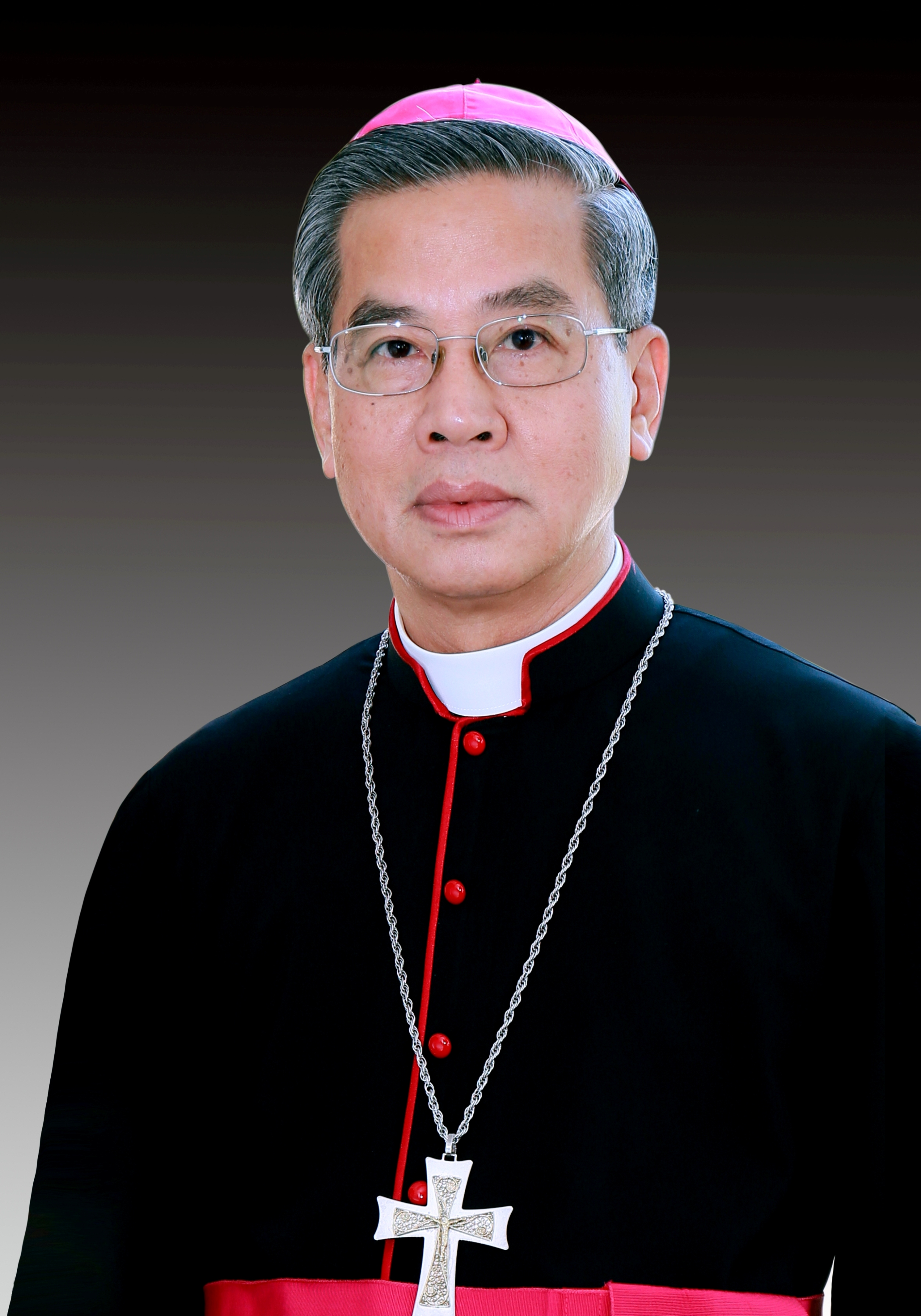
Tổng giám mục Giuse Nguyễn Năng của Tổng giáo phận Thành phố Hồ Chí Minh,hay còn phổ biến với tên gọi Tổng giáo phận Sài Gòn.

Tổng giám mục (tiếng Hy Lạp ἀρχι - tổng, và ἐπίσκοπος - Giám mục) là một giám mục có danh hiệu và vị thế cao hơn xét về mặt tổ chức, nhưng họ không cao hơn các giám mục khác xét về phẩm trật tấn phong. Tổng giám mục thường là những giám mục chính tòa của một tổng giáo phận có vị thế quan trọng trong lịch sử giáo hội địa phương.
Trong Giáo hội Công giáo Rôma, chức danh tổng giám mục chỉ có tính danh dự và không hành xử thẩm quyền đặc biệt nào trên các giám mục khác, mặc dù hầu hết các tổng giám mục là giám mục miền hoặc giám mục giáo đô (metropolitan bishop); ngoài ra, danh hiệu tổng giám mục còn dành cho những giám mục giữ chức vụ ngoại giao cho Vatican như sứ thần Tòa Thánh hoặc khâm sứ Tòa Thánh. Nếu tổng giám mục là vị trưởng giáo tỉnh (giám mục đô thành) thì được thêm đặc quyền đeo dây pallium.
Ngược lại, trong Cộng đồng Anh giáo, tổng giám mục là một chức vụ có thẩm quyền.